# Apol·lònia de Cirenaica
Apol·lònia (en grec: Απολλωνία) fou una antiga colònia grega del nord d'Àfrica que, més tard es va anomenar Sozusa (en alguns llibres Susa) o Marsa Susah. Actualment és un enclavament arqueològic, una part d'ell subaquàtic.

## Geografia
Apol·lònia està situada a l'extrem nord de l'antiga Cirenaica, enmig d'una badia de 40 quilòmetres d'extensió, de cara a la costa occidental de Creta, que està a menys de 300 km. La costa té una amplada d'uns 2 km abans de trobar-se amb els primers penya-segats de l'altiplà de pedra calcària de Cirene. Un antiga filera de dunes de gres solidificat forma un relleu suau a pocs metres en paral·lel a la costa, la qual serveix de suport a la muralla i l'acròpoli de la ciutat. En l'antiguitat, una segona filera de dunes, 350 metres més al nord, emergia de les aigües i formava badies propícies per albergar embarcacions.
La costa ha patit una progressiva subsidència de fins a 3,8 m, moviment que s'ha alentit durant els darrers dos-cents anys, fet que es pot observar comparant el perfil actual de la costa i el que tenia al mapa del 1822 elaborat pels germans Beechey, sense diferències.

## Història
La colònia grega es va fundar probablement entre els segles VII i VI aC, com a port de la ciutat de Cirene i va formar part de la Pentàpolis de Cirenaica, (en l'actualitat, territori de Líbia). Es va engrandir sota els ptolomeus fins que va esdevenir més important que la mateixa Cirene. El seu nom venia d'Apol·lo, la deïtat local.
Diodor de Sicília va esmentar la ciutat amb relació a l'expedició de Timbró d'Esparta contra Cirene (323-322 aC).
Hi va néixer Erastòtenes i probablement l'escultor Pausànies d'Apol·lònia.
Interpretant un passatge de Plutarc, André Laronde suggereix que la segregació entre Apol·lònia i Cirene podria haver estat provocada per la intervenció romana de Lucul·le, enviat a la zona per Sul·la l'any 85 o 86 aC. L'any 75 aC va passar a ser territori de l'Imperi Romà, inclosa dins l'administració de Creta.
L'any 365 va patir els efectes del tsunami que es va originar a partir d'un fort terratrèmol que va tenir l'epicentre a Creta.
Al segle vi, la ciutat va passar a formar part de la província romana de Líbia superior. En època cristiana es va canviar el nom que feia referència al déu pagà Apol·lo pel de Sozusa («Ciutat del Salvador»). Fou seu episcopal. En establir-se la comunitat àrab als afores el nom va passar a pronunciar-se Susa o Marsa Susah. Amb el temps els habitants van anar abandonant l'antiga ciutat grega, actualment en runes, i només va quedar poblada la zona àrab.

## Restes arqueològiques

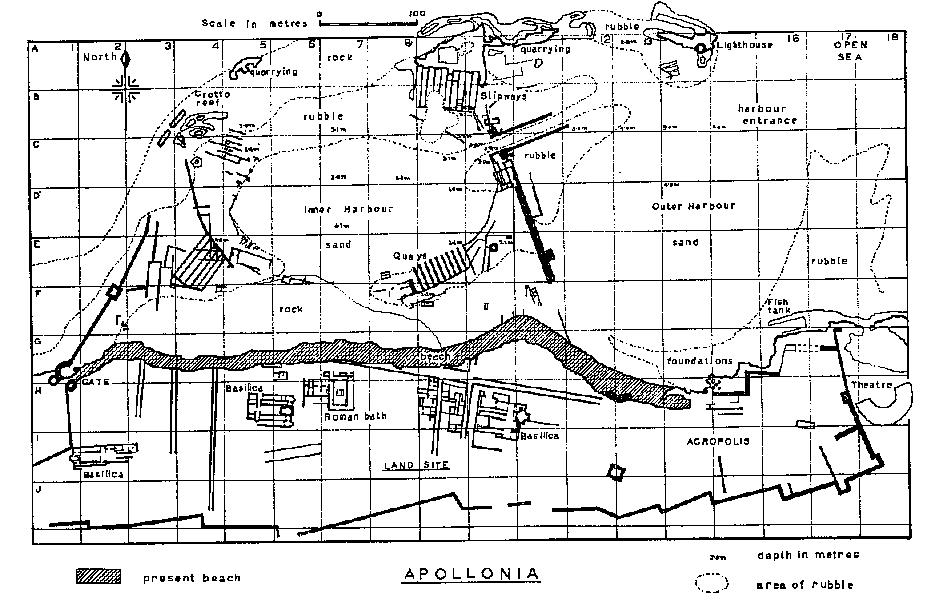
Mapa de la part subaquàtica estudiada els anys 1958-1959

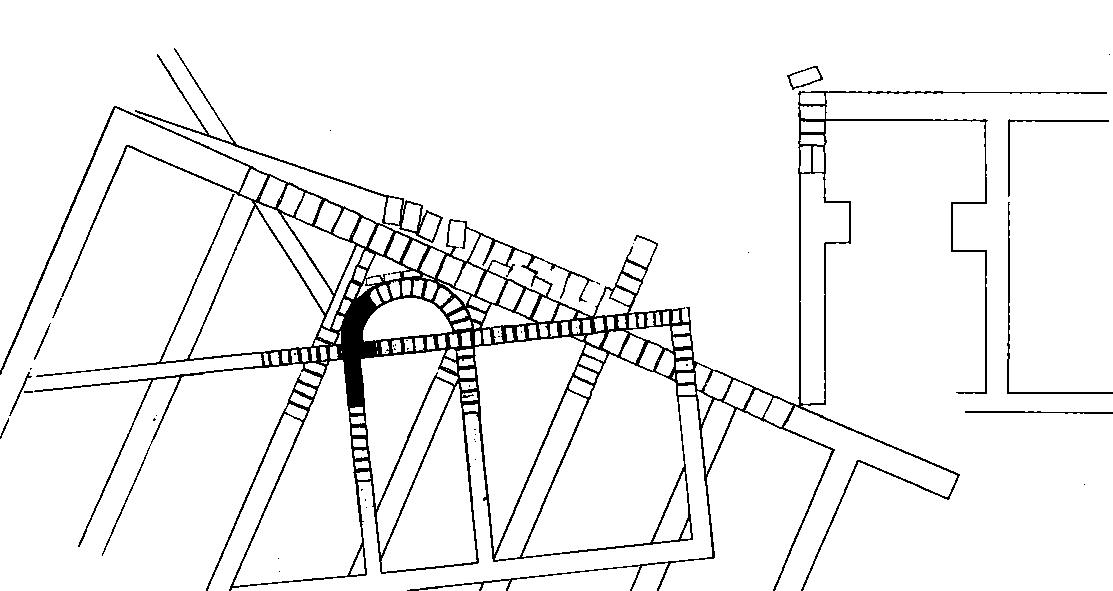
Estructura d'un absis edificat sobre construccions anteriors. Dibuix fet pels arqueòlegs submarinistes.

Les construccions més antigues, de l'època de la fundació de la colònia grega es troben sota les aigües del mar, ja que la part de la ciutat més propera a la costa es va esfondrar a causa del terratrèmol del 365. Els estrats arqueològics pertanyents als períodes romans d'Orient estan uns metres sobre el nivell del mar, ja que es van construir sobre l'acumulació de materials de períodes anteriors.
Els primers sondeigs arqueòlegs a descriure les construccions que ara es troben sota el mar van ser obra de la marina britànica, que van confiar la feina als germans Henry William Beechey i Frederick Beechey (1827), els quals en va fer alguns dibuixos sense gaire detall. Una altra missió dirigida per Jean-Raymond Pacho entre 1824 i 1825 va ser publicada el 1829. A partir del 1912 Ettore Ghislanzoni va realitzar investigacions, sobretot centrades en una de les esglésies però no va publicar els resultats a causa de la guerra mundial. El següent estudi el van fer l'equip de Goodchild (1950) i Laronde, els quals van fer una publicació detallada dels seus estudis i troballes amb relació a les restes de l'antiguitat tardana. Entre el 1958 i el 1959 Nicholas Flemming, va aconseguir que visitessin el lloc equips dirigits d'estudiants universitaris capacitats en el busseig i la topografia submarina per fer mapes d'aquest sector de la ciutat sota el mar. Els resultats d'aquest estudi es van publicar amb mapes i diagrames dels edificis. Carlo Beltrame i els seus col·laboradors han dut a terme un treball que inclou fotografies subaquàtiques dels edificis.
El port va ser la part més afectada pel tsunami. Actualment hi ha un museu que exposa alguns objectes rescatats del mar.
Els edificis més importants de les restes arqueològiques són:
La muralla
La muralla data del 250 aC, en l'època grega. Se'n conserven 19 torres fora de l'aigua, la resta en van esfondrar. Només dues de les torres són circulars, les altres són quadrangulars. Va ser reparada pels romans d'Orient. L'espai interior de la ciutat emmurallada estava dividit per una ampla avinguda que anava d'oest a est (com el decumanus de les colònies romanes), al final de la qual hi havia una acròpoli.
L'estadi
Es va descobrir (1976) la pista per a córrer del que devia ser un estadi, a un quilòmetre a l'oest del centre habitat.
El teatre

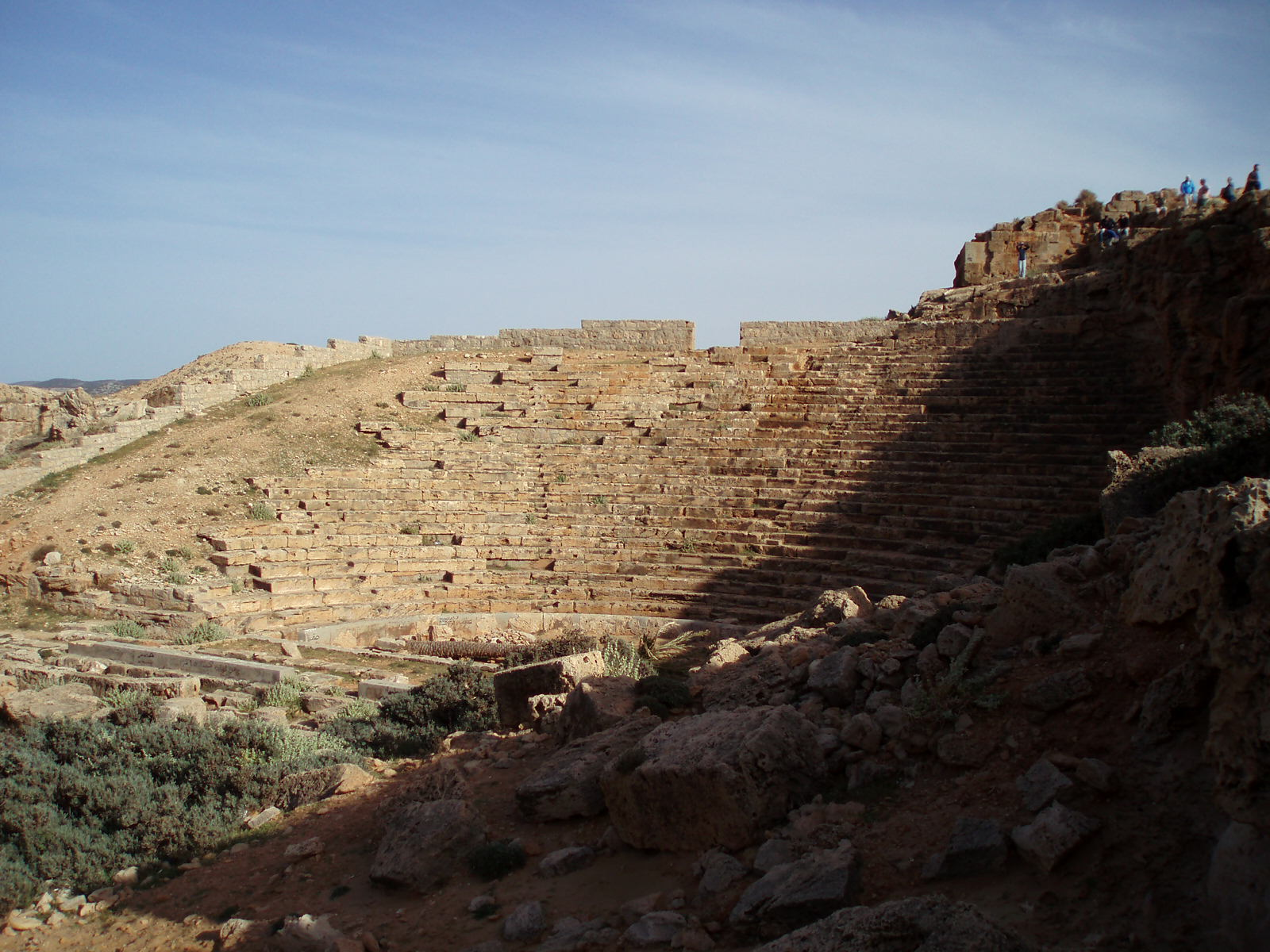
Teatre

El teatre d'Apol·lònia era una construcció d'època grega i es conserva prou bé. Estava situat de cara a la mar a l'exterior de la primitiva muralla. La càvea tenia 28 nivells de seients. Va ser reparat en època de l'emperador Domicià.
Les termes
Al començament els arqueòlegs anomenaven aquesta construcció "l'edifici peristil" per la filera de columnes que s'havia conservat, fins que van trobar l'estructura d'un hipocaust i es van adonar de l'autèntica funció. Una primera exploració al pati peristil (1955) va descobrir el llit de roca a una profunditat de 3,5 metres. Va mostrar un mur gruixut de contenció de terra de 2,85 m que donava suport a les termes i que conté molts fragments de ceràmica italiana i àtica, que han permès col·locar la construcció dels banys termals a la fi del segle i o principis del segle ii. Sota aquesta capa de farciment, formada per múltiples fragments de ceràmica àtica de vernís negre provinent d'un abocador de finals del segle iv aC o de començaments del segle iii aC, hi ha grans blocs de pedres tallades incrustats en la roca. Contra un dels blocs, hi havia un dipòsit de cinquanta gerros decoratius, skyphoi (tasses) i hydries. Aquests blocs i aquest dipòsit s'interpreten com les restes d'un altar monumental que data del segle iv aC. Una altra exploració, realitzada el 1979, sota la sala cruciforme al costat del pati peristil, va portar al descobriment de les restes d'un antic trull a sota dels fonaments de les termes.Aquests banys van patir algunes transformacions en època tardana.
El palau

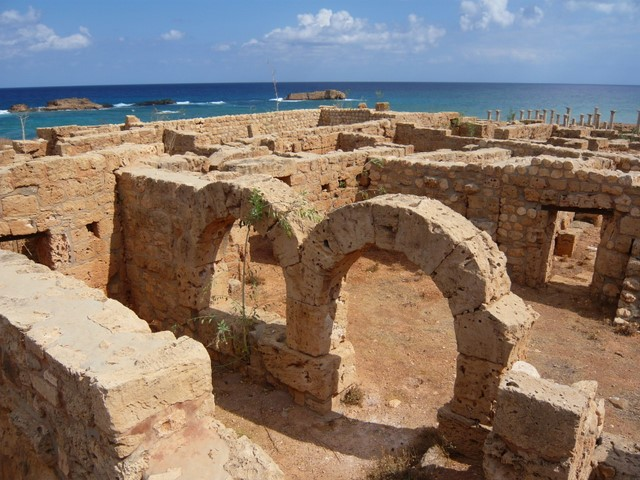
restes del palau ducal i al fons la Basílica de l'Est.

El palau era l'edifici governamental i tenia més de 100 sales. La darrera vegada que es va fer servir fou la residència del duc romà d'Orient. El palau era la unió de dos antics edificis: la comandància del destacament militar romà i els banys públics.
Les esglésies
Apol·lònia té les restes de tres basíliques romanes d'Orient, designades per la seva ubicació dins de les muralles de la ciutat: la Basílica de l'Est, la Central i la Basílica Occidental, i una quarta fora de les muralles, associada a la necròpoli, totes construïdes entre els segles V i VI. Aquests edificis van ser explorats abans i després de la Segona Guerra Mundial, amb els mètodes bastant ràpids de l'època, que les generacions posteriors d'arqueòlegs van lamentar perquè mancaven d'un estudi profund dels fonaments que determinés la seva ubicació sobre un teixit de construccions urbanes de segles d'antiguitat. Les fileres de columnes de les naus es van tornar a alçar, i també part dels murs, poc després del seu descobriment. Així les columnes ofereixen als visitants un panorama bastant suggerent d'aquestes esglésies antigues.Caldrien registres detallats previs fets pels especialistes que donin un coneixement precís del seu estat abans de les excavacions, necessari per a l'estudi cronològic de la construcció dels edificis i la seva evolució.

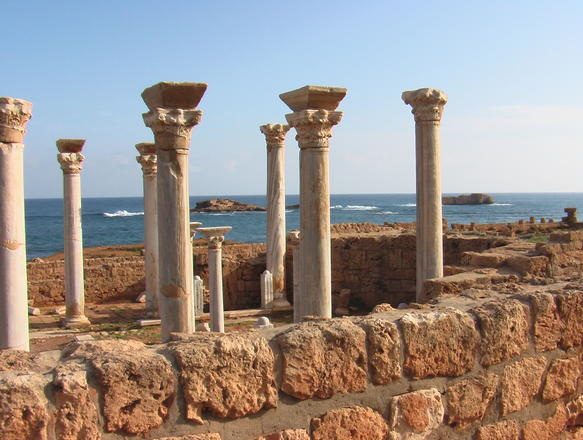
La Basílica Central

Les tres basíliques d'Apol·lònia segueixen un pla d'execució bastant homogeni, que es troba en la majoria de les esglésies antigues de Cirenaica: estan inscrites en un rectangle i tenen tres naus delimitades per una doble filera de columnes, la nau central s'estén fins al darrere del cor per un absis que no sobresurt cap a l'exterior. De cada costat de l'absis, hi ha dues sales annexes, de vegades interpretades com a sagristies, que completen el perímetre per donar l'aspecte rectangular general. Els absis de les esglésies Oriental i Central d'Apol·lònia s'orienten cap a l'est, cosa freqüent però no sistemàtica en la Cirenaica: de fet, l'absis de l'església Occidental es dirigeix cap a l'oest. En contrast amb l'absis, cada església es perllonga cap a l'exterior amb un nàrtex, vestíbul tan ample com les tres naus juntes. El cor, l'espai sagrat en el centre del qual es troba l'altar, està delimitat per una barrera, la capella, construïda amb plaques de marbre tallades sostingudes per columnes. S'accedeix al cor per un passadís més o menys llarg que està en l'eix de la nau central i per dues obertures laterals de la capella. La pavimentació del cor és més rica que la resta de la nau: opus sectile en la pavimentació de l'església Occidental, mosaic en l'església Oriental.
Aquestes esglésies posseeixen cadascuna un atri, un local annex i adjacent format per un peristil quadrat al voltant d'un pati central, segons una arquitectura inusual en la Cirenaica. La implementació d'un atri en les esglésies varia segons el cas, probablement per inserir aquesta extensió en l'espai disponible del teixit urbà, pot estar en l'eix de la nau en el cas de l'església Central i, en canvi, en el costat del flanc nord en l'església d'Orient. La de l'església Occidental és complexa i irregular, amb dos cors i ha tingut repetides remodelacions.
La basílica Oriental és la més antiga i la més gran. Va ser desenterrada i es van recuperar les columnes per la contribució d'Ettore Ghislaneoni el 1922. Té la distinció de tenir un transsepte. Inclou elements de diferents alçades i capitells de columnes, procedents d'un temple anterior i tornats a aprofitar, fragments arquitectònics que es van trobar també a sota d'ells. Els arqueòlegs estan d'acord en datar-la en el segle v tenint en compte el seu pla i l'estil dels mosaics del cor i de l'absis.